# Zarieczje (rejon kiczmiengsko-gorodiecki)
Zarieczje (ros. Заречье) – wieś w Rosji, w rejonie kiczmiengsko-gorodieckim obwodu wołogodzkiego. W 2010 r. liczyła 14 mieszkańców.